# Ilse Seidel
Ilse Seidel (* 11. August 1905 in Walsum als Ilse Tenter; † 4. Dezember 1997) war die Ehefrau des bayerischen Politikers Hanns Seidel (1901–1961) und während dessen Amtszeit als Bayerischer Ministerpräsident von Oktober 1957 bis Januar 1960 First Lady des Freistaats.

## Werdegang
Tenter wurde in Walsum am Niederrhein geboren und kam 1920 mit ihrer Familie nach Aschaffenburg, wo ihr Vater Johann Tenter 1939 den Posten des Direktors der Aschaffenburger Zellstoffwerke übernahm.
Beide heirateten am 20. August 1929 im ostpreußischen Königsberg. Aus der Ehe gingen zwei Söhne hervor.
Als Mitgründerin war sie anschließend von Januar 1967 bis Dezember 1982 Vorstandsmitglied der CSU-nahen Hanns-Seidel-Stiftung.

## Ehrungen
Am 20. Dezember 1982 wurde Ilse Seidel neben Alfons Goppel und Carl Knott Ehrenmitglied der Hanns-Seidel-Stiftung. Außerdem wurde sie mit dem Bayerischen Verdienstorden ausgezeichnet.